# Lanthancarbonat
Lanthancarbonat ist eine chemische Verbindung (genauer ein Carbonat des Lanthans), das zur Herstellung von Brennstoffzellen und in der Medizin eingesetzt wird.

## Gewinnung und Darstellung
Durch einfache Fällungsreaktion von lanthanhaltigen Salzlösung (z. B. Lanthanchlorid) mit Alkalicarbonaten oder Ammoniumcarbonat werden nur Carbonathydrate und basische Carbonate gebildet. Reine Carbonate lassen sich aber in einer mit Aniliniumchlorid und Anilin gepufferten Lösung
durch Kohlendioxid unter Druck darstellen.
{\displaystyle \mathrm {2\ LaCl_{3}+3\ CO_{2}+3\ H_{2}O+6\ C_{6}H_{5}NH_{2}\longrightarrow La_{2}(CO_{3})_{3}+6\ C_{6}H_{5}NH_{3}Cl} }

## Verwendung

### Technik
Lanthancarbonat wird zur Herstellung Lanthan-Strontium-Manganat verwendet, welches hauptsächlich in Brennstoffzellen zum Einsatz kommt. Weiterhin wird es zum Färben von Glas und als Katalysator beim Cracken verwendet.

### Medizin
In der Medizin wird es als Phosphatbinder eingesetzt. Es ist in Deutschland unter dem Handelsnamen Fosrenol seit November 2006 im Handel und wird von Shire Pharmaceuticals vertrieben. Fosrenol ist verschreibungspflichtig und wird bei Patienten mit terminaler Niereninsuffizienz zur Behandlung der Hyperphosphatämie (erhöhte Phosphatspiegel) angewandt. Als calcium- und aluminiumfreier Phosphatbinder besitzt Lanthancarbonat die gleiche Stärke der Phosphatbindung wie Aluminium, ohne bisher dessen Toxizität in der Langzeitanwendung zu zeigen. Allerdings treten akute Nebenwirkungen gehäuft auf. Bei der Langzeitanwendung dieses Schwermetalls stehen außerdem bisher nur eingeschränkt Daten zur Verfügung. Diskutiert wird gegenwärtig, welche Relevanz die Aufnahme von Lanthan in den Körper und dessen Anreicherung in den Organen (Knochen, Leber etc.) hat. Auch die klinische Relevanz einer Überschreitung der Blut-Hirnschranke und Anreicherung von Lanthan im Gehirn bei Versuchstieren wird diskutiert. Lanthan soll mit oder nach der Mahlzeit eingenommen werden, um im Magen-Darm-Trakt das in der Nahrung enthaltene Phosphat als Lanthanphosphat zu binden und somit die Absorption des Phosphats in den Körper zu verhindern.

### Veterinärmedizin
In der Veterinärmedizin, besonders bei der  Behandlung chronisch niereninsuffizienter Katzen wird Lanthancarbonat-Octahydrat (Produktname Lantharenol) zur Unterstützung der Nierenfunktion von Katzen mit chronischer Niereninsuffizienz (CNI) eingesetzt. Lanthancarbonat-Octahydrat ist in dem seit Oktober 2008 erhältlichen Diätergänzungsfuttermittel Renalzin (Bayer HealthCare) für niereninsuffiziente Katzen enthalten.
In Studien konnte gezeigt werden, dass Lantharenol bereits in der geringsten empfohlenen Dosis zu einer deutlichen Abnahme der Phosphataufnahme führte. Die Ausscheidung von Phosphaten über die Fäzes und die Abnahme der Exkretion über die Nieren stand in direkter Korrelation zur Dosis des Präparats und zum Phosphorgehalt der Futtermittel.
Bisher sind weder Nebenwirkungen noch Unverträglichkeitsreaktionen von Lantharenol bei Katzen aufgetreten. In Studien konnten auch bei zehnfacher Überdosierung von über zwei Wochen keine Nebenwirkungen bei Katzen provoziert werden. Allerdings stehen noch Beobachtungen und Studien über die Langzeiteffekte einer Futtersupplementierung mit Lantharenol aus.